# Alain Weissgerber
Alain Weissgerber (* 1967 im Elsass) ist ein in Österreich aktiver französischer Koch und Gastronom.

## Leben
Weissgerber besuchte die Hotelfachschule in Straßburg und arbeitete als Lehrling im Restaurant Bristol in Niederbronn, im Restaurant Stöneck in Heidelberg sowie im Golf Hotel Baden-Baden, war Chef de Partie im Hotel Alex in Zermatt, wie auch im Restaurant Steirereck in Wien und war Sous-Chef im Münchener Restaurant Le Gourmet bei Otto Koch, bevor er an der Seite seines späteren Schwiegervaters Walter Eselböck im zweifachen Sieger der "Trophée Gourmet A la Carte", mit vier Hauben von "Gault-Millau" und mit zwei Sternen vom "Guide Michelin" dekorierten Restaurant Taubenkobel in Schützen am Gebirge als Chef de Cuisine zu arbeiten begann.
Seit 2014 führt er dieses nun  mit Eselböcks Tochter Barbara, mit der er drei Kinder hat. Zudem betrieb er mit ihr ein Pop-Up-Restaurant in Wien.

## TV-Auftritte (Auswahl)
Weissgerber war unter anderem in mehreren Folgen der ORF2-Kochshow Silvia kocht zu sehen. Im Jahr 2022 war er einer der Duellanten Tim Mälzers in der 7. Staffel in dessen Kochformat Kitchen Impossible, wo er siegte. Zudem war er gemeinsam mit seiner Frau Moderator der Kochsendung Kochen mit Kids auf ATV2 und war Teil der Restaurantlegenden bei ServusTV.

## Veröffentlichungen
- La grande fête: eine elsässisch-burgenländische Liaison in Küche und Keller, ein Familienkochbuch. ISBN 9783902469038.

## Auszeichnungen
- 2024: Gault-Millau: österreichischer Koch des Jahres[14]